# Fussball Club Südtirol 2015-2016
Questa voce raccoglie le informazioni riguardanti il Fussball Club Südtirol nelle competizioni ufficiali della stagione 2015-2016.

## Stagione
Il Südtirol disputa nel 2015-2016 il sesto campionato di terza serie della sua storia, nel girone A di Lega Pro.
In Coppa Italia la squadra supera il primo turno battendo il Matera 1-0 in trasferta, quindi viene sconfitta 2-0 al secondo turno dal Pescara in terra abruzzese. Nella Coppa Italia di Lega Pro viene eliminata ai sedicesimi di finale dal Cittadella perdendo 5-3 fuori casa dopo i tempi supplementari.
Al termine del campionato la formazione altoatesina si classifica al decimo posto con 44 punti. Buono il girone di andata, chiuso al quarto posto con 29 punti, male il ritorno con soli 15 punti raccolti. Con 9 reti Ettore Gliozzi è stato il miglior realizzatore degli altoatesini.

## Divise e sponsor
Le maglie da gioco per la stagione 2015-16 (analoghe a quelle delle due annate precedenti) sono così strutturate: la divisa di casa è in gran parte bianca, con un motivo a scacchi bianco-rossi (mutuato dallo stemma sociale) che si allunga in diagonale verso la spalla destra e copre tutto il relativo lato della divisa. I pantaloncini sono bianchi con inserti simmetrici rossi, così come i calzettoni. Numeri e scritte sono in rosso.
La divisa da trasferta è perlopiù rossa, decorata da motivi spiroidali bianchi; i pantaloncini sono rossi con inserti bianchi, così come i calzettoni. Numeri e scritte sono in bianco.
La terza divisa è integralmente nera, con numeri e scritte in bianco.
Le divise dei portieri sono in tinta unita verde, blu o gialla, con pantaloncini di colore variabile e calzettoni in tinta.
Il motivo delle divise è stato progettato dal designer Antonino Benincasa, già autore del logo dei XX Giochi Olimpici Invernali, e successivamente votato dai tifosi mediante un sondaggio online.
Sponsor tecnico è Garman, mentre gli sponsor ufficiali di maglia sono Duka, il cui marchio appare al centro delle divise, Südtirol sulla manica sinistra e SEL (poi divenuto Alperia) sulla parte sinistra del petto.
| Casa | Trasferta | Terza divisa |

## Organigramma societario
Area dirigenziale
- Presidente: Walter Baumgartner
- Vicepresidente: Johann Krapf
- Amministratore delegato: Dietmar Pfeifer
- Direttore sportivo: Luca Piazzi
- Responsabile settore giovanile: Alex Schraffl
- Responsabile scuola calcio: Arnold Schwellensattl
- Responsabile area comunicazione: Andrea Anselmi
- Marketing & events: Hannes Fischnaller
- Organizzazione/Segreteria: Michael Peterlini
- Responsabile amministrativo: Gianluca Leonardi
- Collaboratore amministrativo: Emiliano Bertoluzza
- Delegato alla sicurezza: Lorenzo Buzzi
- Responsabile arbitri: Günther Plank

Area tecnica
- Allenatore: Giovanni Stroppa
- Allenatore in seconda: Andrea Guerra
- Preparatore atletico: Fabio Trentin
- Preparatore portieri: Reinhold Harrasser
- Vicepreparatore portieri: Franco Nadalini

Area sanitaria
- Fisioterapisti: Mattia Zambaldi, Michele Morat
- Medico: Pierpaolo Bertoli
- Consulente medico: Christian Thuile
- Recupero infortuni: Daniel Peruzzo
- Mental trainer: Gabriele Ghirardello

Altri
- Team manager: Emiliano Bertoluzza
- Magazzinieri: Luca Palmino, Michele Soldà

## Rosa
Rosa tratta dal sito ufficiale al 25 gennaio 2016.
In corsivo i giocatori che hanno lasciato la società a stagione in corso.
| N. |                    | Ruolo | Calciatore            |
| -- | ------------------ | ----- | --------------------- |
|    | Italia (bandiera)  | P     | Achille Coser         |
|    | Italia (bandiera)  | P     | Lukas Demetz          |
|    | Italia (bandiera)  | P     | Mirco Miori           |
|    | Italia (bandiera)  | D     | Andrea Bandini        |
|    | Italia (bandiera)  | D     | Alessandro Bassoli    |
|    | Italia (bandiera)  | D     | Gabriel Brugger       |
|    | Cile (bandiera)    | D     | Nicolás Crovetto      |
|    | Italia (bandiera)  | D     | Alex Demetz           |
|    | Italia (bandiera)  | D     | Fabio Gavazzi         |
|    | Romania (bandiera) | D     | Sebastian Mladen      |
|    | Italia (bandiera)  | D     | Daniele Sarzi Puttini |
|    | Italia (bandiera)  | D     | Massimiliano Tagliani |
|    | Italia (bandiera)  | D     | Simon Straudi         |
|    | Italia (bandiera)  | C     | Luca Bertoni          |

| N. |                     | Ruolo | Calciatore                   |
| -- | ------------------- | ----- | ---------------------------- |
|    | Italia (bandiera)   | C     | Hannes Fink                  |
|    | Italia (bandiera)   | C     | Alessandro Furlan (capitano) |
|    | Italia (bandiera)   | C     | Michael Girasole             |
|    | Uruguay (bandiera)  | C     | Pablo Lima Gualco            |
|    | Italia (bandiera)   | C     | Lorenzo Melchiori            |
|    | Italia (bandiera)   | C     | Fabian Tait                  |
|    | Italia (bandiera)   | C     | Gabriel Tessaro              |
|    | Italia (bandiera)   | A     | Michael Cia                  |
|    | Italia (bandiera)   | A     | Ettore Gliozzi               |
|    | Bulgaria (bandiera) | A     | Radoslav Kirilov             |
|    | Italia (bandiera)   | A     | Piergiuseppe Maritato        |
|    | Italia (bandiera)   | A     | Alberto Spagnoli             |
|    | Italia (bandiera)   | A     | Giacomo Tulli                |
|    | Italia (bandiera)   | A     | Daniele Proch                |

## Calciomercato

### Sessione estiva (01/07 - 31/08)
| Acquisti | Acquisti              | Acquisti         | Acquisti              |
| R.       | Nome                  | da               | Modalità              |
| -------- | --------------------- | ---------------- | --------------------- |
| P        | Achille Coser         | Virtus Entella   | definitivo (biennale) |
| D        | Andrea Bandini        | Inter            | prestito              |
| D        | Alessandro Bassoli    | Chievo           | prestito              |
| D        | Nicolás Crovetto      | Huachipato       | definitivo            |
| D        | Sebastian Mladen      | Roma             | definitivo            |
| D        | Davide Pacifico       | AlbinoLeffe      | fine prestito         |
| D        | Daniele Sarzi Puttini | Carpi            | prestito              |
| C        | Michael Girasole      | AlbinoLeffe      | definitivo            |
| C        | Pablo Lima Gualco     | El Tanque Sisley | definitivo            |
| C        | Lorenzo Melchiori     | Mezzocorona      | fine prestito         |
| A        | Ettore Gliozzi        | Sassuolo         | prestito              |
| A        | Radoslav Kirilov      | Chievo           | prestito              |
| A        | Piergiuseppe Maritato | Vicenza          | prestito              |
| A        | Alberto Spagnoli      | Sacilese         | definitivo            |
| A        | Giacomo Tulli         | Ancona           | definitivo            |

| Cessioni | Cessioni             | Cessioni    | Cessioni      |
| R.       | Nome                 | a           | Modalità      |
| -------- | -------------------- | ----------- | ------------- |
| P        | Riccardo Melgrati    | Cesena      | fine prestito |
| D        | Emanuele Allegra     | Napoli      | fine prestito |
| D        | Francesco Bertinetti | -           | -             |
| D        | Andrea Ientile       | Torino      | fine prestito |
| D        | Hannes Kiem          | -           | svincolato    |
| D        | Marco Martin         | Pavia       | definitivo    |
| D        | Davide Pacifico      | Varese      | definitivo    |
| D        | Andrea Peverelli     | Novara      | fine prestito |
| C        | Simone Branca        | Alessandria | definitivo    |
| C        | Alessandro Campo     | -           | svincolato    |
| C        | Davide Cremonini     | Grosseto    | prestito      |
| C        | Luca Mazzitelli      | Roma        | fine prestito |
| A        | Matteo Chinellato    | Milan       | fine prestito |
| A        | Manuel Fischnaller   | Alessandria | definitivo    |
| A        | Manuel Marras        | Spezia      | fine prestito |
| A        | Soma Novothny        | Napoli      | fine prestito |
| A        | Irakli Shekiladze    | Latina      | fine prestito |

### Sessione invernale
| Acquisti | Acquisti      | Acquisti | Acquisti |
| R.       | Nome          | da       | Modalità |
| -------- | ------------- | -------- | -------- |
| D        | Fabio Gavazzi | Novara   | prestito |

| Cessioni | Cessioni              | Cessioni | Cessioni      |
| R.       | Nome                  | a        | Modalità      |
| -------- | --------------------- | -------- | ------------- |
| D        | Matteo Fusari         | Dro      | prestito      |
| A        | Gabriel Tessaro       | Dro      | prestito      |
| A        | Piergiuseppe Maritato | Vicenza  | fine prestito |

## Risultati

### Lega Pro

#### Girone di andata
| Arbitro: | Miele (Torino) |

|  |           |                     |
|  | Marcatori | 31’ (rig.) Maritato |

| Arbitro: | Meleleo (Casarano) |

|                       |           |             |
| Tulli 67’ Gliozzi 86’ | Marcatori | 52’ Ruopolo |

| Arbitro: | Zingarelli (Siena) |

|                              |           |                      |
| M. Marchi 25’ Bellazzini 71’ | Marcatori | 90+1’ (rig.) Gliozzi |

| Arbitro: | Mainardi (Bergamo) |

|  |           |                          |
|  | Marcatori | 21’ Barison 65’ Misuraca |

| Arbitro: | Polini (Ascoli Piceno) |

|  |           |                          |
|  | Marcatori | 14’, 70’ (rig.) Maritato |

| Bolzano 10 ottobre 2015, ore 15:00 CEST 6ª giornata | Südtirol           | 0 – 0 referto | Feralpisalò | Stadio Druso (938 spett.)\| Arbitro: \| Dionisi (L'Aquila) \| |
| Arbitro:                                            | Dionisi (L'Aquila) |               |             |                                                               |

| Arbitro: | Pasciuta (Agrigento) |

|                            |           |                           |
| De Cenco 28’ Finocchio 40’ | Marcatori | 86’, 90+6’ (rig.) Gliozzi |

| Arbitro: | De Tullio (Bari) |

|                                 |           |             |
| Corradi 38’ Chinellato 21’, 82’ | Marcatori | 32’ Bassoli |

| Bolzano 31 ottobre 2015, ore 14:00 CET 9ª giornata | Südtirol         | 0 – 0 referto | Reggiana | Stadio Druso (1.200 spett.)\| Arbitro: \| Strippoli (Bari) \| |
| Arbitro:                                           | Strippoli (Bari) |               |          |                                                               |

| Arbitro: | Fourneau (Roma) |

|             |           |                     |
| Augello 49’ | Marcatori | 7’ Bertoni 47’ Tait |

| Bolzano 14 novembre 2015, ore 18:00 CET 11ª giornata | Südtirol               | 0 – 0 referto | Renate | Stadio Druso (832 spett.)\| Arbitro: \| Marchetti (Ostia Lido) \| |
| Arbitro:                                             | Marchetti (Ostia Lido) |               |        |                                                                   |

| Arbitro: | Cipriani (Empoli) |

|                  |           |                            |
| Sarao 82’ (rig.) | Marcatori | 47’ G. Tulli 90+1’ Gliozzi |

| Arbitro: | Di Gioia (Nola) |

|                    |           |                  |
| Gliozzi 73’ (rig.) | Marcatori | 60’ A. Brighenti |

| Arbitro: | Viotti (Tivoli) |

|                                |           |           |
| Gliozzi 35’ (rig.) Bassoli 88’ | Marcatori | 59’ Marra |

| Arbitro: | Bertani (Pisa) |

|                 |           |             |
| Bocalon 4’, 19’ | Marcatori | 79’ Kirilov |

| Arbitro: | Curti (Milano) |

|                        |           |             |
| Kirilov 39’ Tait 90+2’ | Marcatori | 26’ Rantier |

| Arbitro: | Marinelli (Tivoli) |

|                          |           |                                         |
| Chiaretti 1’ Litteri 60’ | Marcatori | 46’ G. Tulli 55’ Cia 85’ (rig.) Gliozzi |

#### Girone di ritorno
| Arbitro: | Sassoli (Arezzo) |

|                          |           |                         |
| Gliozzi 39’ Crovetto 47’ | Marcatori | 67’ Checcucci 75’ Magli |

| Mantova 24 gennaio 2016, ore 15:00 CET 19ª giornata | Mantova         | 0 – 0 referto | Südtirol | Stadio Danilo Martelli (2.137 spett.)\| Arbitro: \| Morreale (Roma) \| |
| Arbitro:                                            | Morreale (Roma) |               |          |                                                                        |

| Arbitro: | Robilotta (Sala Consilina) |

|              |           |              |
| Spagnoli 24’ | Marcatori | 16’ Sforzini |

| Arbitro: | Tardino (Milano) |

|                                |           |  |
| Misuraca 36’ Pietribiasi 90+3’ | Marcatori |  |

| Bolzano 13 febbraio 2016, ore 15:00 CET 22ª giornata | Südtirol                      | 0 – 0 referto | Padova | Stadio Druso (1.232 spett.)\| Arbitro: \| Di Ruberto (Nocera Inferiore) \| |
| Arbitro:                                             | Di Ruberto (Nocera Inferiore) |               |        |                                                                            |

| Arbitro: | Campolone (Pescara) |

|                |           |              |
| Bracaletti 21’ | Marcatori | 62’ G. Tulli |

| Arbitro: | Prontera (Bologna) |

|              |           |                                 |
| Spagnoli 78’ | Marcatori | 31’, 58’ Strizzolo 45’ Cattaneo |

| Arbitro: | Bichisecchi (Livorno) |

|                |           |  |
| G. Tulli 90+2’ | Marcatori |  |

| Reggio nell'Emilia 12 marzo 2016, ore 20:30 CET 26ª giornata | Reggiana           | 0 – 0 referto | Südtirol | Mapei Stadium - Città del Tricolore (3.465 spett.)\| Arbitro: \| Mantelli (Brescia) \| |
| Arbitro:                                                     | Mantelli (Brescia) |               |          |                                                                                        |

| Arbitro: | Guida (Salerno) |

|  |           |              |
|  | Marcatori | 50’ Bonalumi |

| Meda 24 marzo 2016, ore 17:30 CET 28ª giornata | Renate               | 0 – 0 referto | Südtirol | Stadio Città di Meda (270 spett.)\| Arbitro: \| Pasciuta (Agrigento) \| |
| Arbitro:                                       | Pasciuta (Agrigento) |               |          |                                                                         |

| Arbitro: | Sprezzola (Mestre) |

|              |           |           |
| G. Tulli 24’ | Marcatori | 88’ Sarao |

| Arbitro: | Pietropaolo (Modena) |

|                           |           |             |
| Maiorino 4’ Sansovini 67’ | Marcatori | 69’ H. Fink |

| Arbitro: | Meleleo (Casarano) |

|  |           |              |
|  | Marcatori | 61’ Spagnoli |

| Arbitro: | Giovani (Grosseto) |

|             |           |                   |
| H. Fink 38’ | Marcatori | 41’ Vitofrancesco |

| Arbitro: | Pillitteri (Palermo) |

|                         |           |  |
| Carrus 34’ Speziale 81’ | Marcatori |  |

| Arbitro: | Curti (Milano) |

|                    |           |                                      |
| H. Fink 4’ Tait 9’ | Marcatori | 10’ Litteri 43’ Paolucci 68’ Coralli |

### Coppa Italia

#### Turni eliminatori
| Arbitro: | Boggi (Salerno) |

|  |           |            |
|  | Marcatori | 2’ Kirilov |

| Arbitro: | Marini (Roma) |

|                         |           |  |
| Valoti 15’ Torreira 50’ | Marcatori |  |

### Coppa Italia Lega Pro
| Arbitro: | Capone (Palermo) |

|                                                        |           |                                                    |
| Bizzotto 36’ Coralli 42’, 68’ (rig.), 94’ S. Amato 99’ | Marcatori | 33’ Tessaro 74’ (aut.) S. Amato 84’ (rig.) Kirilov |

## Statistiche

### Statistiche di squadra
| Competizione          | Punti | In casa | In casa | In casa | In casa | In casa | In casa | In trasferta | In trasferta | In trasferta | In trasferta | In trasferta | In trasferta | Totale | Totale | Totale | Totale | Totale | Totale | DR |
| Competizione          | Punti | G       | V       | N       | P       | Gf      | Gs      | G            | V            | N            | P            | Gf           | Gs           | G      | V      | N      | P      | Gf     | Gs     | DR |
| --------------------- | ----- | ------- | ------- | ------- | ------- | ------- | ------- | ------------ | ------------ | ------------ | ------------ | ------------ | ------------ | ------ | ------ | ------ | ------ | ------ | ------ | -- |
| Lega Pro (Girone A)   | 44    | 17      | 4       | 9       | 4       | 16      | 18      | 17           | 6            | 5            | 6            | 18           | 20           | 34     | 10     | 14     | 10     | 34     | 38     | -4 |
| Coppa Italia          |       | -       | -       | -       | -       | -       | -       | 2            | 1            | 0            | 1            | 1            | 2            | 2      | 1      | 0      | 1      | 1      | 2      | -1 |
| Coppa Italia Lega Pro |       | -       | -       | -       | -       | -       | -       | 1            | 0            | 0            | 1            | 3            | 5            | 1      | 0      | 0      | 1      | 3      | 5      | -2 |
| Totale                | 44    | 17      | 4       | 9       | 4       | 16      | 18      | 20           | 7            | 5            | 8            | 22           | 27           | 37     | 11     | 14     | 12     | 38     | 45     | -7 |

### Andamento in campionato
| Giornata  | 1 | 2 | 3 | 4  | 5 | 6 | 7 | 8  | 9  | 10 | 11 | 12 | 13 | 14 | 15 | 16 | 17 | 18 | 19 | 20 | 21 | 22 | 23 | 24 | 25 | 26 | 27 | 28 | 29 | 30 | 31 | 32 | 33 | 34 |
| --------- | - | - | - | -- | - | - | - | -- | -- | -- | -- | -- | -- | -- | -- | -- | -- | -- | -- | -- | -- | -- | -- | -- | -- | -- | -- | -- | -- | -- | -- | -- | -- | -- |
| Luogo     | T | C | T | C  | T | C | T | T  | C  | T  | C  | T  | C  | C  | T  | C  | T  | C  | T  | C  | T  | C  | T  | C  | C  | T  | C  | T  | C  | T  | T  | C  | T  | C  |
| Risultato | V | V | P | P  | V | N | N | P  | N  | V  | N  | V  | N  | V  | P  | V  | V  | N  | N  | N  | P  | N  | N  | P  | V  | N  | P  | N  | N  | P  | V  | N  | P  | P  |
| Posizione | 6 | 2 | 7 | 10 | 7 | 8 | 8 | 10 | 12 | 9  | 10 | 9  | 8  | 6  | 7  | 6  | 4  | 5  | 6  | 7  | 8  | 8  | 8  | 10 | 10 | 9  | 10 | 10 | 10 | 10 | 10 | 10 | 10 | 10 |

Legenda:

Luogo: C = Casa; T = Trasferta. Risultato: V = Vittoria; N = Pareggio; P = Sconfitta.

### Statistiche dei giocatori
In corsivo i giocatori che hanno lasciato la squadra a stagione in corso.
| Giocatore        | Lega Pro | Lega Pro | Lega Pro    | Lega Pro   | Coppa Italia | Coppa Italia | Coppa Italia | Coppa Italia | Coppa Italia Lega Pro | Coppa Italia Lega Pro | Coppa Italia Lega Pro | Coppa Italia Lega Pro | Totale   | Totale | Totale      | Totale     |
| Giocatore        | Presenze | Reti     | Ammonizioni | Espulsioni | Presenze     | Reti         | Ammonizioni  | Espulsioni   | Presenze              | Reti                  | Ammonizioni           | Espulsioni            | Presenze | Reti   | Ammonizioni | Espulsioni |
| ---------------- | -------- | -------- | ----------- | ---------- | ------------ | ------------ | ------------ | ------------ | --------------------- | --------------------- | --------------------- | --------------------- | -------- | ------ | ----------- | ---------- |
| A. Coser         | 15       | -14      | 3           | 0          | 1            | -0           | 0            | 0            | -                     | -                     | -                     | -                     | 16       | -14    | 3           | 0          |
| L. Demetz        | 0        | 0        | 0           | 0          | -            | -            | -            | -            | 1                     | -5                    | 0                     | 0                     | 1        | -5     | 0           | 0          |
| M. Miori         | 19       | -24      | 0           | 0          | 1            | -2           | 0            | 0            | 0                     | 0                     | 0                     | 0                     | 20       | -26    | 0           | 0          |
| A. Bandini       | 26       | 0        | 2           | 0          | 2            | 0            | 0            | 0            | 1                     | 0                     | 0                     | 0                     | 29       | 0      | 2           | 0          |
| A. Bassoli       | 33       | 2        | 3           | 0          | 2            | 0            | 0            | 0            | 0                     | 0                     | 0                     | 0                     | 35       | 2      | 3           | 0          |
| G. Brugger       | 5        | 0        | 1           | 1          | 0            | 0            | 0            | 0            | 1                     | 0                     | 0                     | 0                     | 6        | 0      | 1           | 1          |
| N. Crovetto      | 29       | 1        | 6           | 0          | 1            | 0            | 0            | 0            | -                     | -                     | -                     | -                     | 30       | 1      | 6           | 0          |
| A. Demetz        | 0        | 0        | 0           | 0          | -            | -            | -            | -            | 1                     | 0                     | 1                     | 0                     | 1        | 0      | 1           | 0          |
| F. Gavazzi       | 3        | 0        | 0           | 0          | -            | -            | -            | -            | -                     | -                     | -                     | -                     | 3        | 0      | 0           | 0          |
| S. Mladen        | 28       | 0        | 6           | 0          | 2            | 0            | 0            | 0            | 0                     | 0                     | 0                     | 0                     | 30       | 0      | 6           | 0          |
| D. Sarzi Puttini | 4        | 0        | 0           | 0          | 0            | 0            | 0            | 0            | -                     | -                     | -                     | -                     | 4        | 0      | 0           | 0          |
| M. Tagliani      | 30       | 0        | 8           | 0          | 2            | 0            | 0            | 0            | 1                     | 0                     | 0                     | 0                     | 33       | 0      | 8           | 0          |
| L. Bertoni       | 30       | 1        | 4           | 0          | 1            | 0            | 0            | 0            | 0                     | 0                     | 0                     | 0                     | 31       | 1      | 4           | 0          |
| H. Fink          | 29       | 3        | 5           | 0          | 1            | 0            | 0            | 0            | 1                     | 0                     | 0                     | 0                     | 31       | 3      | 5           | 0          |
| A. Furlan        | 24       | 0        | 7           | 0          | 2            | 0            | 0            | 0            | 1                     | 0                     | 0                     | 0                     | 27       | 0      | 7           | 0          |
| M. Girasole      | 26       | 0        | 2           | 0          | 2            | 0            | 0            | 0            | -                     | -                     | -                     | -                     | 28       | 0      | 2           | 0          |
| P. Lima Gualco   | 10       | 0        | 1           | 0          | -            | -            | -            | -            | -                     | -                     | -                     | -                     | 10       | 0      | 1           | 0          |
| L. Melchiori     | 2        | 0        | 0           | 0          | -            | -            | -            | -            | 1                     | 0                     | 0                     | 0                     | 3        | 0      | 0           | 0          |
| F. Tait          | 26       | 3        | 4           | 0          | 2            | 0            | 0            | 0            | 1                     | 0                     | 1                     | 0                     | 29       | 3      | 5           | 0          |
| G. Tessaro       | 0        | 0        | 0           | 0          | -            | -            | -            | -            | 1                     | 1                     | 0                     | 0                     | 1        | 1      | 0           | 0          |
| M. Cia           | 16       | 1        | 2           | 0          | 1            | 0            | 0            | 0            | 0                     | 0                     | 0                     | 0                     | 17       | 1      | 2           | 0          |
| E. Gliozzi       | 29       | 9        | 4           | 0          | -            | -            | -            | -            | 1                     | 0                     | 0                     | 0                     | 30       | 9      | 4           | 0          |
| R. Kirilov       | 30       | 2        | 0           | 0          | 2            | 1            | 0            | 0            | 1                     | 1                     | 0                     | 0                     | 33       | 4      | 0           | 0          |
| P. Maritato      | 11       | 3        | 1           | 0          | 2            | 0            | 0            | 0            | 1                     | 0                     | 0                     | 0                     | 14       | 3      | 1           | 0          |
| A. Spagnoli      | 17       | 3        | 1           | 0          | 2            | 0            | 0            | 0            | 1                     | 0                     | 0                     | 0                     | 20       | 3      | 1           | 0          |
| G. Tulli         | 30       | 6        | 2           | 1          | 2            | 0            | 0            | 0            | 0                     | 0                     | 0                     | 0                     | 32       | 6      | 2           | 1          |
| S. Straudi       | 0        | 0        | 0           | 0          | -            | -            | -            | -            | -                     | -                     | -                     | -                     | 0        | 0      | 0           | 0          |
| D. Proch         | -        | -        | -           | -          | 0            | 0            | 0            | 0            | -                     | -                     | -                     | -                     | 0        | 0      | 0           | 0          |